# Tapón (baloncesto)

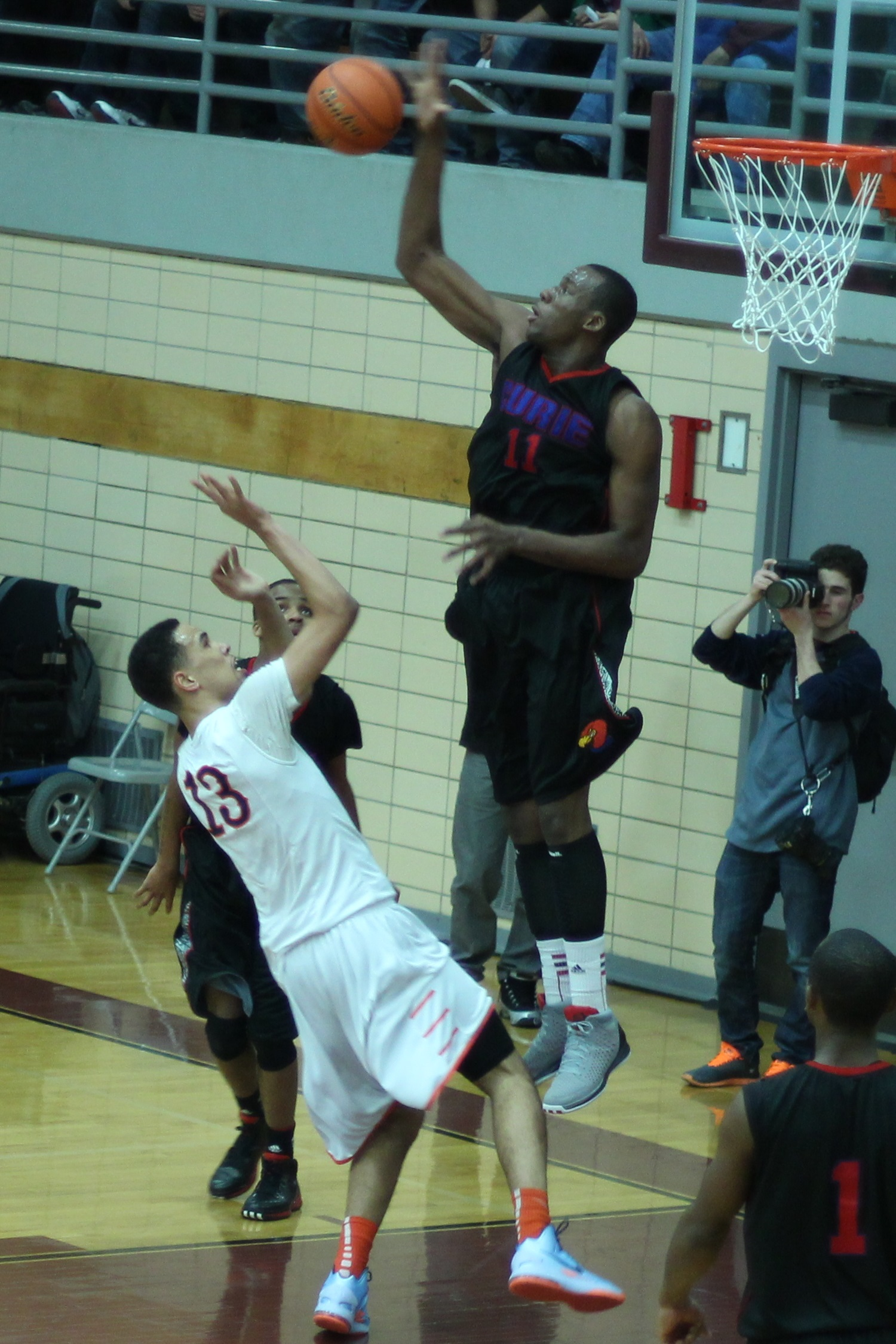
Cliff Alexander, colocando un tapón a un jugador rival.

En baloncesto, el tapón o bloqueo (también llamado tapa o más coloquialmente gorro, sopa, gardeo, chapa, pincho de merluza o sombrero) es una acción de juego en la que un defensor desvía el tiro de un atacante del equipo contrario legalmente, sin tocar al jugador rival.
Cuando ocurre el tapón, el defensor no puede tocar la mano o manos del atacante ni desequilibrarlo, de lo contrario se considera falta personal.
Las reglas modernas del baloncesto indican que el tapón solo puede ocurrir mientras el balón no ha llegado al apogeo (punto más alto) en su trayectoria durante el tiro. En caso de que la pelota esté descendiendo, el tapón se considera ilegal y se debe otorgar la canasta (de dos o tres puntos), aunque la pelota no entre. El origen de esta norma es la llegada de los hombres realmente altos al baloncesto que conseguían simplemente apartar la pelota del aro cuando esta llegaba cerca de él después de un tiro, lo que se llamó en inglés goaltending (1942 George Mikan, NCAA, liga universitaria americana).  El tapón ilegal también ocurre si la bola es tocada por el defensor después de tocar el tablero cuando el tirador tira hacia el tablero.
Debido a su posición en la cancha y a su altura, los pívots y ala-pívots tienden a lograr más tapones.

## Récords de tapones en laNBA
- Más tapones en una mitad de un partido: Elmore Smith, George Johnson, Manute Bol (11 cada uno)
- Más tapones en un partido: Elmore Smith (17)
- Más tapones en una temporada: Mark Eaton (456)
- Más tapones por partido en una temporada: Mark Eaton (5,56)
- Más tapones en una carrera: Hakeem Olajuwon (3830)